# (18624) Prévert
Pour les articles homonymes, voir Prévert (homonymie).
(18624) Prévert est un astéroïde de la ceinture principale.

## Description
(18624) Prévert est un astéroïde de la ceinture principale. Il fut découvert par le programme OCA-DLR Asteroid Survey le 27 février 1998 à Caussols. Il présente une orbite caractérisée par un demi-grand axe de 3,115 UA, une excentricité de 0,050 et une inclinaison de 19,01° par rapport à l'écliptique.
Il fut nommé en hommage au poète et scénariste français Jacques Prévert.

## Compléments